# اريك دان
اريك دان (10 أغسطس 1929 في نيوزيلندا - 27 يونيو 2015 في نيوزيلندا) (بالإنجليزية: Eric Dunn)‏ هو لاعب كريكت نيوزلندي.

## وصلات خارجية
- اريك دان على موقع إي آس بي آن كريك إنفو (الإنجليزية)